# Pedro José Rada y Gamio
Pedro José Rada y Gamio (Arequipa, 15 de agosto de 1873 - Lima, 25 de mayo de 1938) fue un político, diplomático y escritor peruano. Fue diputado por Arequipa (1919-1923); presidente de la Cámara de Diputados (1921-1922); ministro de Fomento y Obras Públicas (1921 y 1925-1926); alcalde de Lima (1922); ministro de Gobierno y Policía (1922-1924); ministro de Relaciones Exteriores (1926-1930) y presidente del Consejo de Ministros (1926-1929). Fue también senador (1929-1930). Como canciller suscribió en Lima, con el embajador chileno Emiliano Figueroa Larraín, el Tratado de 1929, llamado también Tratado Rada y Gamio - Figueroa Larraín, que puso fin a la cuestión de Tacna y Arica, y fijó los límites definitivos de la frontera peruano-chilena.

## Biografía
Fue hijo de José A. Hipólito Rada y Paz Soldán y Juana de Gamio y Ugarte. Estaba emparentado con el general arequipeño Juan Mariano de Goyeneche y Gamio, conde de Guaqui y duque de Gamio.[cita requerida] Cursó sus estudios escolares en el colegio particular Docarmo. Contaba con quince años de edad cuando ingresó a la Universidad Nacional de San Agustín de Arequipa, donde se graduó de bachiller en Filosofía y Letras (1890); de bachiller (1893) y doctor en Jurisprudencia (1896), y se recibió de abogado (1894). Se graduó también de doctor en Ciencias Políticas y Administrativas en la Universidad Nacional Mayor de San Marcos (1898).
En 1897 se inició en la docencia, regentando la cátedra de Literatura Castellana en su alma mater arequipeña; pero ese mismo año fue elegido diputado suplente por la provincia de Arequipa. Llegó a incorporarse a su cámara, en cuya mesa directiva fue secretario (1899). Se mantuvo en la función parlamentaria hasta 1903.
Regresó a Arequipa, donde colaboró en los diarios El Deber y La Bolsa. En 1911, bajo el primer gobierno de Augusto B. Leguía, viajó a Italia como secretario de la legación acreditada ante la Santa Sede, siendo luego promovido a encargado de negocios.
En 1918 regresó al Perú. En 1919, cuando el presidente Augusto B. Leguía dio inicio a su gobierno (conocido después como el Oncenio), fue elegido diputado por el departamento de Arequipa para la Asamblea Nacional de ese año que tuvo por objeto emitir una nueva constitución, la Constitución de 1920. Permaneció como diputado en el Congreso ordinario que sucedió a la Constituyente, hasta 1924. De 1921 a 1922 fue presidente de su Cámara. En 1925 fue elegido senador por Arequipa y se mantuvo en ese mandato hasta 1930, cuando ocurrió la caída de Leguía.

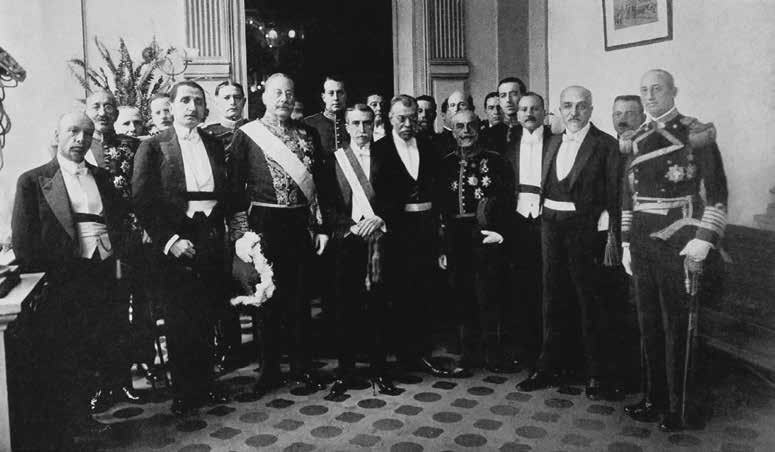
Recepción al presidente Augusto B. Leguía y sus ministros en la embajada española en Lima, durante las fiestas del Centenario. Rada y Gamio es el primero de la izquierda, en primera fila.

Gozando de la amistad y confianza de Leguía, se convirtió en uno de los principales hombres de su régimen. Fue sucesivamente ministro de Fomento y Obras Públicas (1921 y 1925-1926); alcalde de Lima  (1922); ministro de Gobierno y Policía (1922-1924); ministro de Relaciones Exteriores (1926-1930) y presidente del Consejo de Ministros (1926-1929).
Como ministro de Fomento y Obras Públicas se destacó por el impulso que dio a las obras de saneamiento y ornato de la ciudad de Lima, en el marco de la celebración del Centenario de la Independencia del Perú (28 de julio de 1921).
Durante su periodo como ministro de Gobierno y Policía se inauguró la Escuela de Guardia Civil, Seguridad y Policía, así como el Sifilicomio, establecimiento destinado a combatir las enfermedades venéreas (1922). Empleó también al Ejército para combatir el bandolerismo que asolaba los campos. Y fue también bajo su gestión cuando fue apresado y deportado su antecesor, Germán Leguía y Martínez, por oponerse a la primera reelección del presidente Leguía.
Bajo su gestión como canciller, fueron sancionados los dos tratados de límites más controvertidos de la historia peruana: el Tratado Salomón-Lozano (con Colombia, en 1927) y el Tratado Rada y Gamio-Figueroa Larraín (con Chile, en 1929). Este último, llamado también Tratado de Lima por haberse suscrito en la capital peruana, puso fin a la controversia de la soberanía de las provincias de Tacna y Arica, con el retorno de Tacna al seno de la patria peruana y la permanencia de Arica en poder de Chile (3 de junio de 1929). Rada y Gamio no intervino en las negociaciones, que se realizaron de manera directa entre el presidente Leguía y el embajador chileno Emiliano Figueroa Larraín, limitándose solo a poner su firma en el acuerdo final por ser el canciller. Cuando se produjo la reincorporación de Tacna al Perú, encabezó la delegación que marchó a la ciudad heroica para presidir la solemne ceremonia.
El historiador Jorge Basadre lo describe como una de las más pintorescas personalidades del leguiísmo. «Se hizo famoso por su cabeza casi redonda y pelada, su figura ridícula y los vestidos holgados que usaba (origen de los apodos “Chaqué con ruedas” y “Perro parado” muy difundidos entonces)». También se hizo notar por los discursos excesivamente laudatorios que dedicó al presidente Leguía, a quien en cierta ocasión le regaló, a nombre de todo el gabinete ministerial, un retrato suyo al óleo, explicándole así el motivo de tan singular dádiva: «No hemos encontrado nada digno de ofreceros: sólo vuestra propia efigie». Basadre señala sin embargo que era en realidad un personaje mucho más capaz de lo que sus detractores creían, pero que no estaba en condiciones de contradecir a la figura imponente del mandatario.
Tras la caída de Leguía producida el 25 de agosto de 1930, el nuevo régimen sometió a persecución a todos los prohombres del leguiísmo. Rada y Gamio fue apresado y confinado en la Isla de San Lorenzo, pero enfermó y pasó desterrado a Arica, donde permaneció varios años, hasta que pudo retornar a Lima, donde falleció en 1938.
El historiador Alfonso W. Quiroz, en su libro Historia de la corrupción en el Perú, refiriéndose a la extendida corrupción pública del gobierno de Leguía, menciona que Rada y Gamio fue uno de los ministros de Estado que llegaron a la función pública sin mayor riqueza y que súbitamente aparecieron amasando fortunas. Estuvo implicado en el desfalco de fondos públicos y privados. Como también fue el caso de Alberto Salomón, Julio Ego-Aguirre Dongo, Alejandrino Maguiña, Lauro Curletti, entre otros ministros del leguiísmo.

## Obras escritas

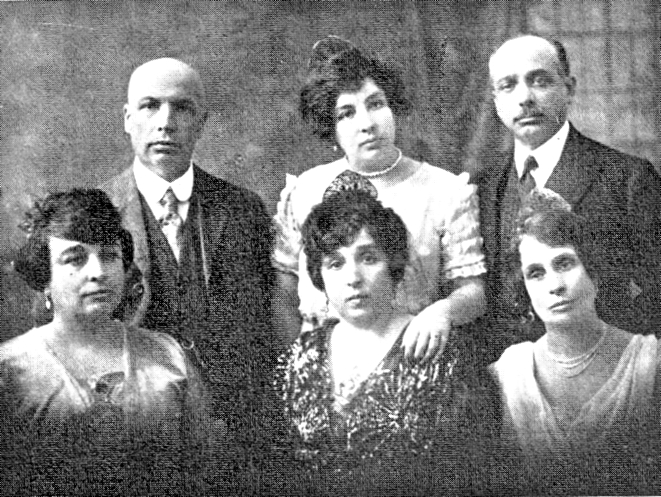
Pedro Rada y Gamio y su familia. Foto de 1920.

Actualmente se recuerda a Rada y Gamio solo por haber sido uno de los más importantes ministros del Oncenio de Leguía y por haber dado su nombre al Tratado con Chile de 1929, olvidándose injustamente su valioso aporte a las letras. Fue miembro de número del Instituto Histórico del Perú (desde 1921); y de la Academia Peruana de la Lengua (desde 1926); miembro activo de la Sociedad Geográfica de Lima (1905). Fue asimismo miembro Correspondiente de las Reales Academias Españolas de la Lengua, de la Historia y de Legislación y Jurisprudencia de Madrid. Mencionamos a continuación sus obras.

### Estudios
- El arzobispo Goyeneche y apuntes para la historia del Perú (1917)
- Mariano Melgar y apuntes para la historia de Arequipa (1950).

### Ensayos
- El Quijote (1890).
- El cristianismo ante la Historia (1894).
- Apuntes sobre el estudio del Derecho en el Perú (1894)
- Proyecto de Código de Agricultura (1902).
- La mujer incomparable (1914), sobre Santa Teresa de Jesús
- La Rosa peruana (1915), sobre Santa Rosa de Lima.
- La cristiada (1917).
- El Perú antiguo (1917), con edición en italiano.
- La actitud del Papa ante la guerra (1918).
- Las reivindicaciones peruanas (1919).
- Esclarecido prócer de la emancipación americana, Juan Pablo Vizcardo y Guzmán (1924).